# Jary (wieś)
Niektóre z zamieszczonych tu informacji wymagają weryfikacji.
Dokładniejsze informacje o tym, co należy poprawić, być może znajdują się w dyskusji tego artykułu.
 Po wyeliminowaniu niedoskonałości należy usunąć szablon [[Szablon:Dopracować|]] z tego artykułu.
Jary (niem. Jäckel; do 1974 Jajków) – wieś w Polsce, w województwie dolnośląskim, w powiecie trzebnickim, w gminie Oborniki Śląskie.

## Nazwa
15 czerwca 1974 r. zmieniono urzędową polską nazwę miejscowości z Jajków na Jary, określając drugi przypadek jako Jar, a przymiotnik – jarski.
Dawna nazwa niemiecka to Jäckel.

## Podział administracyjny
W latach 1975–1998 miejscowość należała administracyjnie do województwa wrocławskiego.

## Położenie
Jej współrzędne geograficzne to λ=16°52'5"E φ=51°17'N. Leży na wysokości około 130 m n.p.m. i zajmuje powierzchnię około 0,6 km².

## Krótki opis
Prowadzi do niej asfaltowa droga, która przy końcu miejscowości zmienia się w drogę piaszczystą, co sprawia, iż do Jar samochodem można dostać się tylko z jednej strony. Dojazd bezpośrednio z Obornik Śląskich prowadzi ulicą Grunwaldzką, początkowo asfaltowa, potem z płyt betonowych w kiepskim stanie. Mniej więcej na wysokości miejskiej oczyszczalni ścieków płyty się kończą, a dalsza gruntowa droga prowadzi przez las. Dawniej w miejscowości przeważały ceglane domy, obecnie w Jarach i ich bezpośrednich okolicach pobudowano kilkadziesiąt nowych domów.